# Zhuge Xu
Batailles
Yiling/Xiaoting - Campagne contre le Wu - Campagne du Sud - Expéditions de Zhuge Liang - Shiting - Liaodong - Offensive du Wu - Xingshi - Koguryo - Gaoping - Expéditions de Jiang Wei (Didao) - Dongxing - Shouchun - Cao Mao - chute du Shu - Zhong Hui - Chute du Wu
Zhuge Xu (chinois simplifié :诸葛绪, chinois traditionnel:諸葛緒, Pinyin : hūgě Xù, Wade : Chu-ko Hsü) est un général au service du royaume du Wei, pendant la période des Trois Royaumes, puis de la Dynastie Jin qui lui succède.

## Biographie
Zhuge Xu est originaire du Xian de Yangdu (陽都縣), de la Commanderie de Langya (琅邪郡), ce qui correspond actuellement au Xian de Yinan, au Shandong. Il est probablement un parent éloigné d'autres Zhuges célèbres de la période des Trois Royaumes, tels que Zhuge Jin, Zhuge Liang et Zhuge Dan, puisqu'il partage la même maison ancestrale qu'eux. Il commence sa carrière officielle en se mettant au service du royaume du Wei.
En 255, quand les généraux Guanqiu Jian et Wen Qin se rebellent à Shouchun (壽春 ; aujourd'hui Xian de Shou, Anhui), Zhuge Xu est alors l'administrateur (太守) de la Commanderie de Taishan (泰山郡 ; à proximité de l'actuelle ville de Tai'an, Shandong). Il commande les troupes levées dans sa Commanderie et qui partent aider les autres troupes du Wei dirigées par le régent Sima Shi et chargées de réprimer la rébellion. Un temps subordonné du général Deng Ai, Zhuge Xu participe avec ce dernier à la bataille de Didao, en 255. À l'issue de ce conflit, il est nommé inspecteur de la province de Yong.
En 263, pendant la campagne qui devait conduire à la conquête du royaume du Shu par celui du Wei, Zhuge Xu avait la responsabilité d'une armée de 30 000 soldats. Son rôle dans le plan d'invasion était de barrer la route de Jiang Wei, le général en chef des troupes du Shu, pour l’empêcher de battre en retraite. Jiang réussit à duper Zhuge Xu en passant par une vallée qui débouchait sur les arrières de l'armée de Zhuge. Craignant d’être pris à revers, ce dernier entame un mouvement de repli, qui permet à Jiang Wei de s'échapper.
Un peu plus tard, durant la même campagne, le général Deng Ai rejoint Zhuge Xu et lui demande de marcher avec lui sur Chengdu, la capitale du Shu. Zhuge Xu refuse et préfère rejoindre le plus vite possible le gros de l'armée du Wei, qui est sous les ordres du général Zhong Hui. C'est grâce à Zhong Hui que Zhuge Xu s'était retrouvé dans une situation où il avait pu bloquer Jiang Wei, mais la manière dont Zhuge s'était laissé duper avait émoussé la confiance que lui portait Zhong. Calculant les avantages qu'il aurait à augmenter la puissance de sa propre armée, Zhong Hui accusa Zhuge Xu de lâcheté et le fit arrêter. Après quoi, Zhuge Xu fut renvoyé à Luoyang, la capitale du Wei, pendant que ses hommes étaient intégrés à l'armée de Zhong Hui.
Par la suite, Zhuge Xu se met au service de la dynastie Jin (265-420), qui remplace le royaume de Wei en 265 lorsque le régent Sima Yan renverse Cao Huan, le dernier empereur du Wei. Il occupe les postes de ministre des cérémonies (太常) et ministre des gardes (衛尉) des Jin.